# Barbus jae
Barbus jae es una especie de peces de la familia de los Cyprinidae en el orden de los Cypriniformes.

## Morfología
Los machos pueden llegar alcanzar los 3,8 cm de longitud total.

## Hábitat
Es un pez de agua dulce.

## Distribución geográfica
Se encuentra en el río Congo y los ríos del sur de Camerún, Guinea Ecuatorial y Gabón. 